# Geranium sparsiflorum
Geranium sparsiflorum är en näveväxtart som beskrevs av Reinhard Gustav Paul Knuth. Geranium sparsiflorum ingår i släktet nävor, och familjen näveväxter. Inga underarter finns listade i Catalogue of Life.